# 이모주

이모주의 위치

이모주(영어: Imo State)는 나이지리아의 남부에 있는 주로, 주도는 오웨리이다. 면적은 5,530km2이며, 인구는 3,934,899명(2006년)이다. 1976년 2월 3일 옛 중동부주에서 분리되어 신설되었다. 동쪽으로는 아비아주, 북쪽으로는 아남브라주, 서쪽으로는 델타주, 남쪽으로는 리버스주와 접한다. 석유와 천연 가스 매장량이 풍부한 편이며 토지가 비옥한 편이다.